# Pierre Saint-Paul
 (mars 2025).
 (mars 2025).
Il peut être nécessaire de l'améliorer pour respecter le principe de neutralité de point de vue. Veuillez consulter la page de discussion pour plus de détails.

 (avril 2025).
Motif : pas de sources secondaires centrées, notoriété à prouver, article créé et rédigé essentiellement par le chargé de communication du sujet
- Archive Wikiwix
- Bing
- Cairn
- DuckDuckGo
- E. Universalis
- Gallica
- Google
- G. Books
- G. News
- G. Scholar
- Persée
- Qwant
- (zh) Baidu
- (ru) Yandex
- (wd) trouver des œuvres sur Wikidata

| 1. | Préciser le motif de la pose du bandeau. | Précisez le motif de la pose du bandeau en utilisant la syntaxe suivante : {{admissibilité à vérifier\|date=août 2025\|motif=remplacez ce texte par le motif}}                         |
| 2. | Informer les utilisateurs concernés.     | Pensez à avertir le créateur de l'article, par exemple, en insérant le code ci-dessous sur sa page de discussion : {{subst:avertissement admissibilité à vérifier\|Pierre Saint-Paul}} |

Pierre Sicre Saint-Paul, né à Castelnau-Magnoac (Hautes-Pyrénées) le 17 juillet 1926 et mort le 15 septembre 2018 à Semur-en-Auxois (Côte-d'Or), est un peintre, céramiste et créateur de tapisserie français. Peintre surtout abstrait, il est proche du surréalisme dans les années 1960-1970. Il apprend les techniques de la fresque avec Nicolaï Greschny, la céramique à Sant Vicens et la tapisserie avec Jean Lurçat.

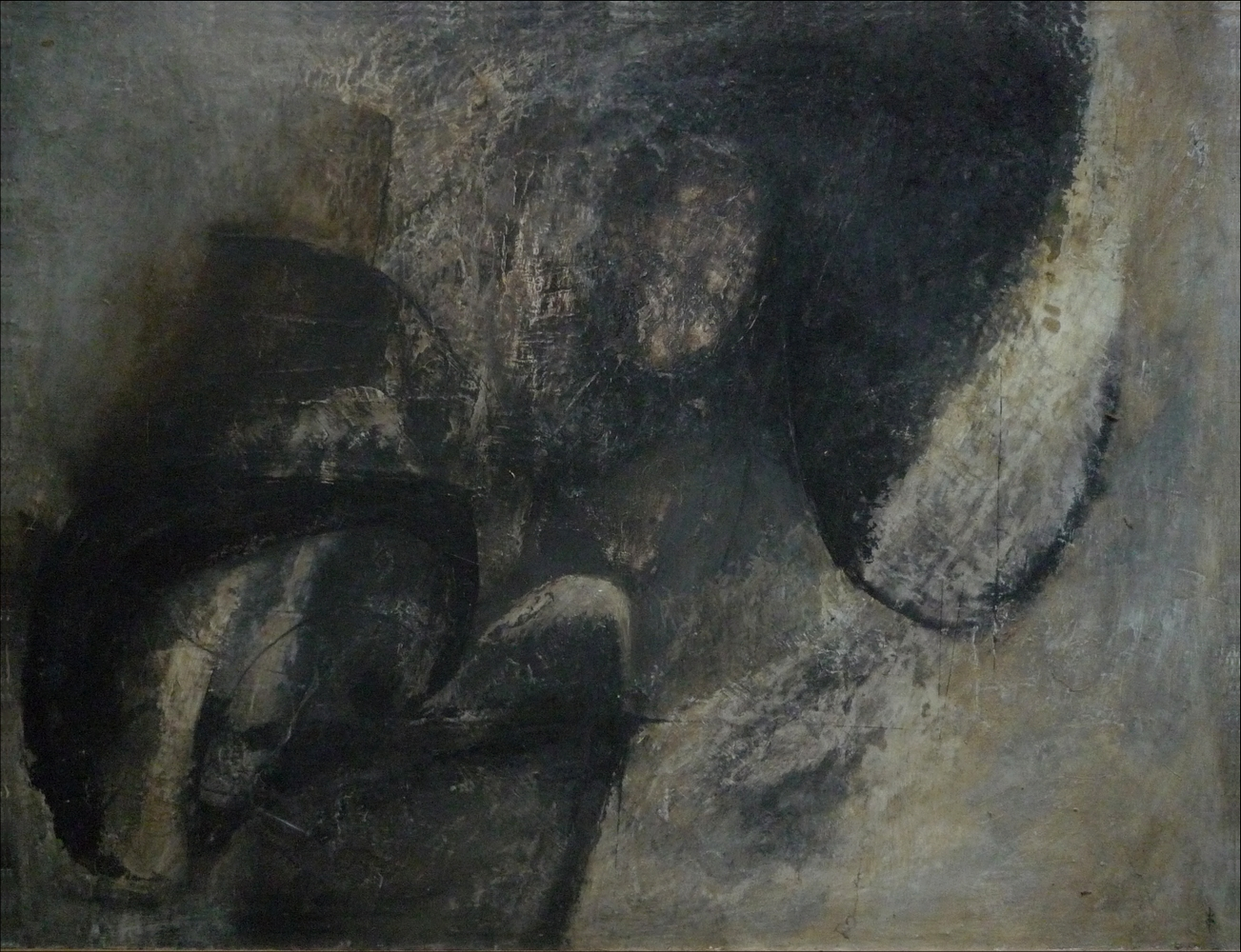
Huile sur toile "Sans titre" 1964, 89 x 116.

## Biographie

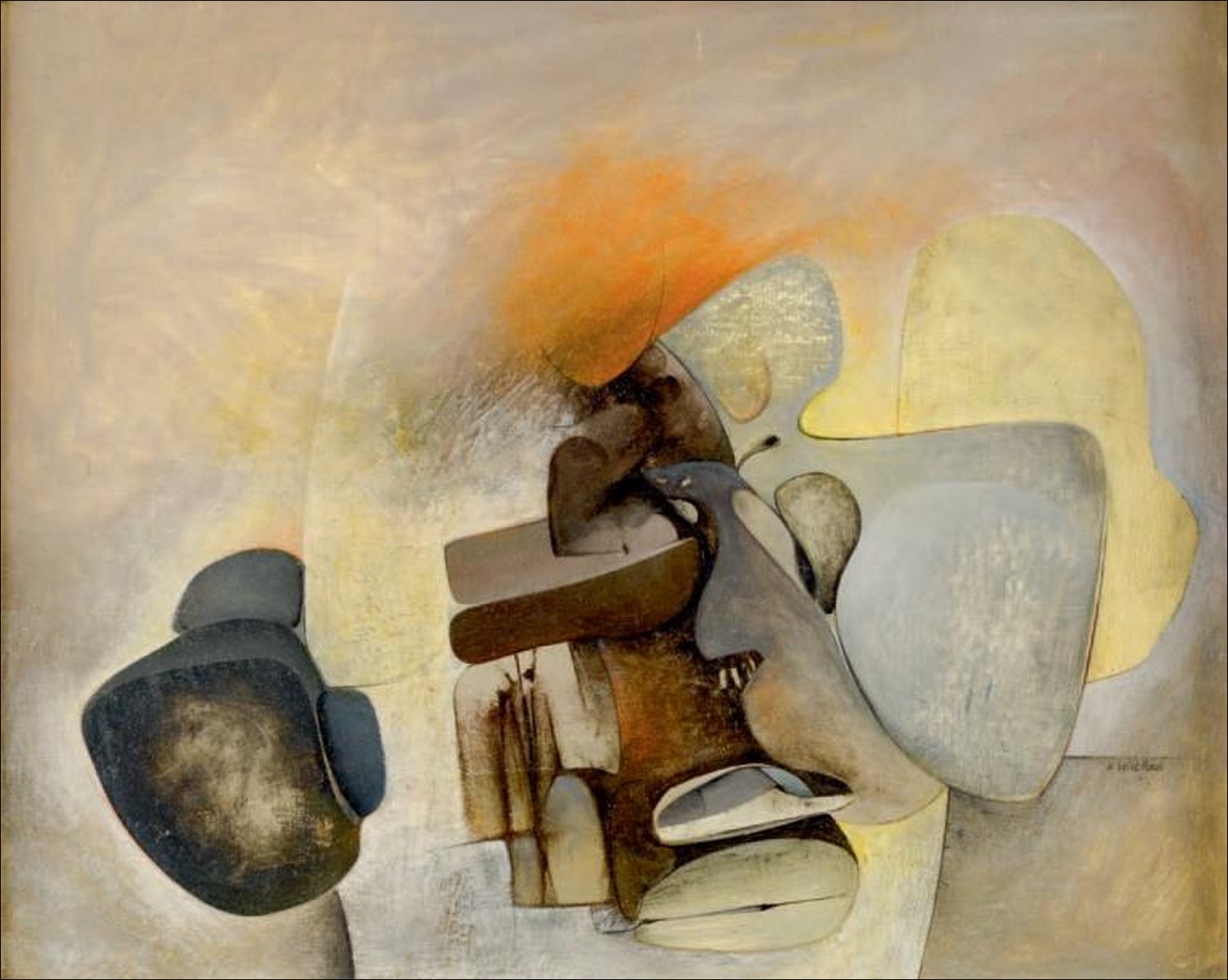
Huile sur toile "Sans titre" 1968, 33,5 x 41.

Né à Castelnau-Magnoac dans le département des Hautes-Pyrénées, Pierre Sicre Saint-Paul a toujours peint. Il est le fils puiné de Louis Sicre, docteur en droit, inspecteur à l'enregistrement et de Jeanne Saint-Paul.
Après des études secondaires au collège des Jésuites de Toulouse, où il côtoie André Marfaing, il entre à l'école des Beaux-arts de cette ville en 1945. Là il rencontre sa future épouse, Jacqueline Lartigue, mariage en 1947, ils auront un garçon et deux filles, dont l'architecte Hugues Sicre Saint-Paul, divorce en 1958.
Durant la fin des années 1940, il assiste Nicolaï Greschny avec qui il apprend les techniques de la fresque. Il cosignera quelques œuvres avec ce dernier, comme les fresques de la chapelle Notre-Dame-des-Sept-Douleurs à Miramont-de-Comminges (Haute-Garonne) qu'il signe « Patrice » Saint-Paul[source secondaire souhaitée].
Au début des années 1950 (1950 ou avant), il entre aux ateliers Sant Vicens pour apprendre la céramique ; c'est lui qui initie Jean Lurçat. Pierre Saint-Paul devient son assistant en céramique, en lave émaillée (panneau de la Maison de la radio à Strasbourg, etc.) et en tapisserie (Le chant du monde, etc.). Dans ses années là, sous l'impulsion de curés du Sud-ouest, avec ses collègues des Beaux-arts, Pierre Igon, Jacques Fauché et Raymond Clercq-Roques, il décore nombre d'églises de la région : Péguilhan (Haute-Garonne), la Bastide-de-Besplas (Ariège), Le Fau à Montauban (Tarn-et-Garonne), etc.
Courant des années 1950, il rencontre Pablo Picasso et Salvador Dalí, qui l'encouragent dans son travail[source secondaire nécessaire].
Fin des années 1950, il rencontre Geneviève Lecas de Cinarca qui possède une galerie-atelier aux Baux-de-Provence (Bouches-du-Rhône). Elle lui organisera des rencontres, des expositions et deviendra sa compagne.
Le long des années 1960, introduit par Lurçat, il dessine vingt-trois cartons de tapisserie qui seront édités aux ateliers Pinton et Picaud à Aubusson (Creuse), et aux ateliers de Cneudt à Amsterdam (à Baarn, Hollande).
Entre 1960 et 1990, il réalise une vingtaine de panneaux de grandes dimensions constitués de carreaux de lave émaillée dans le cadre du 1 % artistique, surtout pour des collèges et des lycées: Tarbes (Hautes-Pyrénées), Castres (Tarn), Perpignan (Pyrénées-Orientales), Nérac (Lot-et-Garonne), Lectoure (Gers), Graulhet (Tarn), Agen (Lot-et-Garonne), Mazamet (Tarn), Saint-Orens-de-Gameville (Haute-Garonne), etc. Sans oublier celui de l'Ambassade de France au Dahomey (aujourd'hui le Bénin). Il fait aussi le panneau en laves émaillées de la centrale hydroélectrique de Villarodin représentant l'aménagement du barrage du Mont-Cenis (Savoie).
En 1980, il quitte son atelier parisien pour se porter acquéreur du château de Pisy (Yonne), y installe son atelier au beau temps et retourne dans le Sud en hiver. Il y réalise un Chemin de croix, pour l'église du village, qui fera polémique...
En 1990, il déménage de son atelier des Baux pour s'installer définitivement en Bourgogne, et renonce à la céramique faute d'atelier.
En 2000, il doit se séparer de son château et emménage dans une maison du village pour continuer à peindre.
Pierre Saint-Paul décède à l'hôpital de Semur-en-Auxois (Côte-d'Or) dans la nuit du 15 au 16 septembre 2018 lors de sa quatre-vingt-treizième année. Ses cendres sont dispersées au "jardin du souvenir" du cimetière de Pisy (Yonne) le 18 septembre[source insuffisante]. 

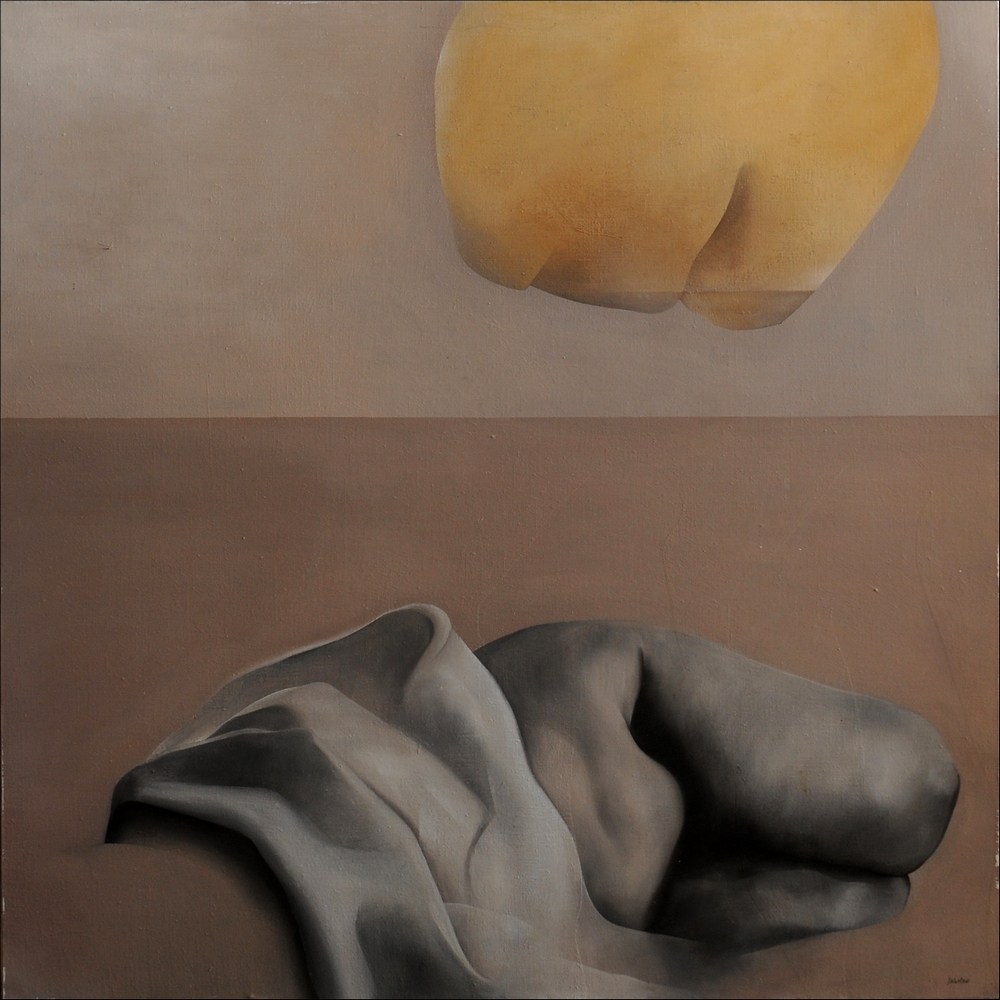
Huile sur toile "Sans titre" 1976, 120 x 120.

Au mois de mars 2019, le critique Christian Noorbergen rédige un hommage posthume sur Pierre Saint-Paul dans le no 99 du magazine "Miroir de l'Art".

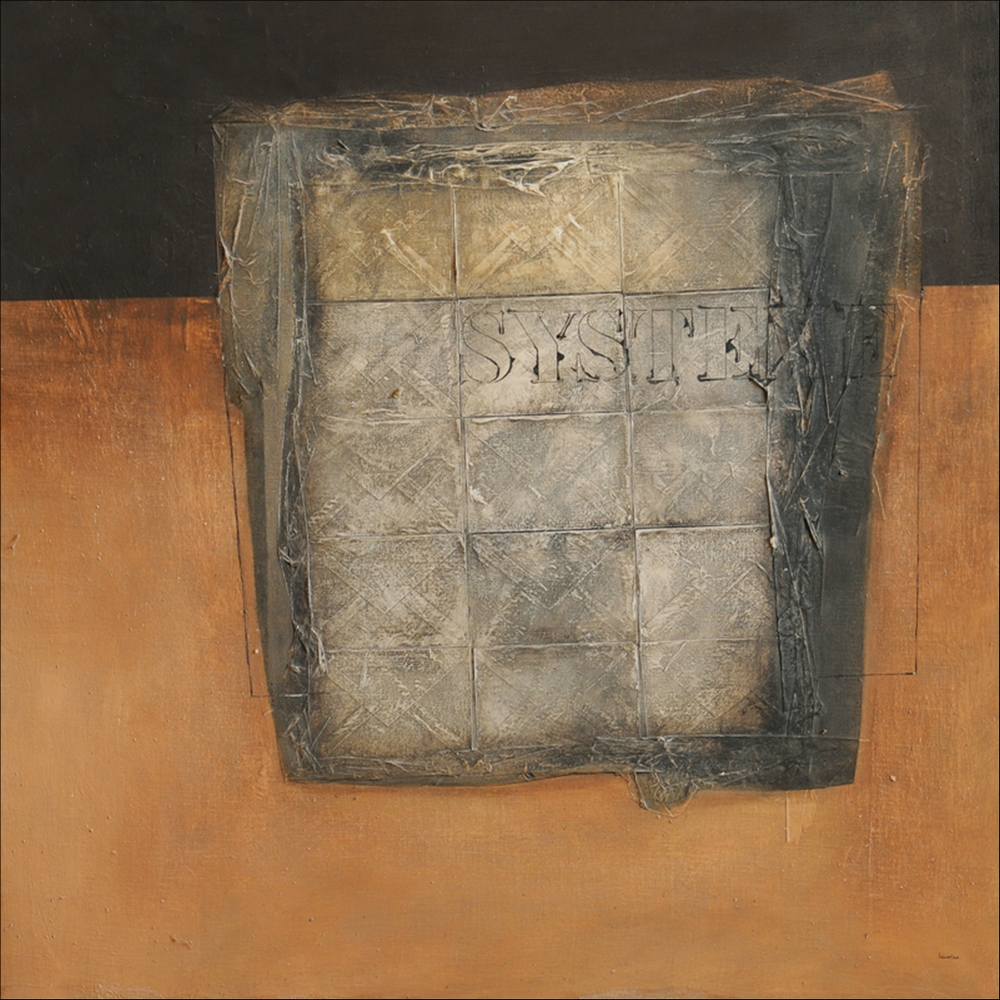
Technique mixte "Sans titre" 1983, 100 x 100.

## Bilan
L’œuvre artistique de Pierre Saint-Paul compte environ mille cinq cents peintures et dessins, plus de mille céramiques, une cinquantaine de sculptures, une quarantaine de panneaux muraux de grandes dimensions (fresque, peinture murale, carreaux de lave émaillée, carreaux de céramique), une trentaine de bijoux (or, argent, inox), vingt-trois tapisseries (Pinton, Picaud, de Cneudt), une quinzaine de « boîtes », une dizaine de gravures, deux bronzes, un livre-objet, une lithographie, etc. Il est fréquent que ses collectionneurs possèdent plusieurs dizaines de ses œuvres (le record doit être de cent soixante).[source secondaire nécessaire]

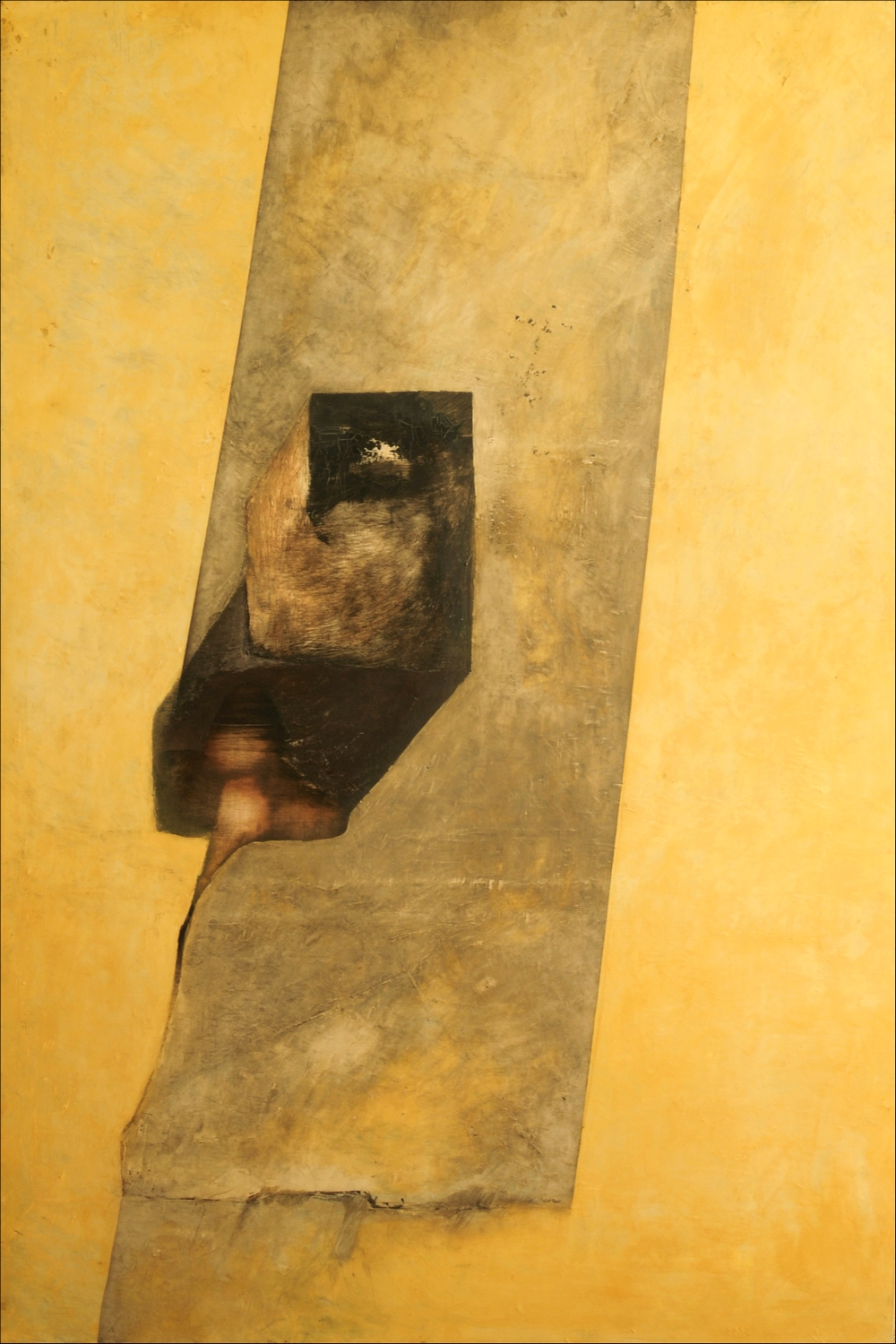
Huile sur toile "Sans titre" 1998, 195 x 130.

## Acquisitions
- Le musée des Augustins de Toulouse[4].
- Le musée Rigaud à Perpignan.
- Le musée de Dakar (Sénégal).
- Le musée d'art moderne à Zagreb (Croatie).
- Le fonds national à Paris.
- Le centre d'art Présence Van Gogh à Saint-Rémy-de-Provence.

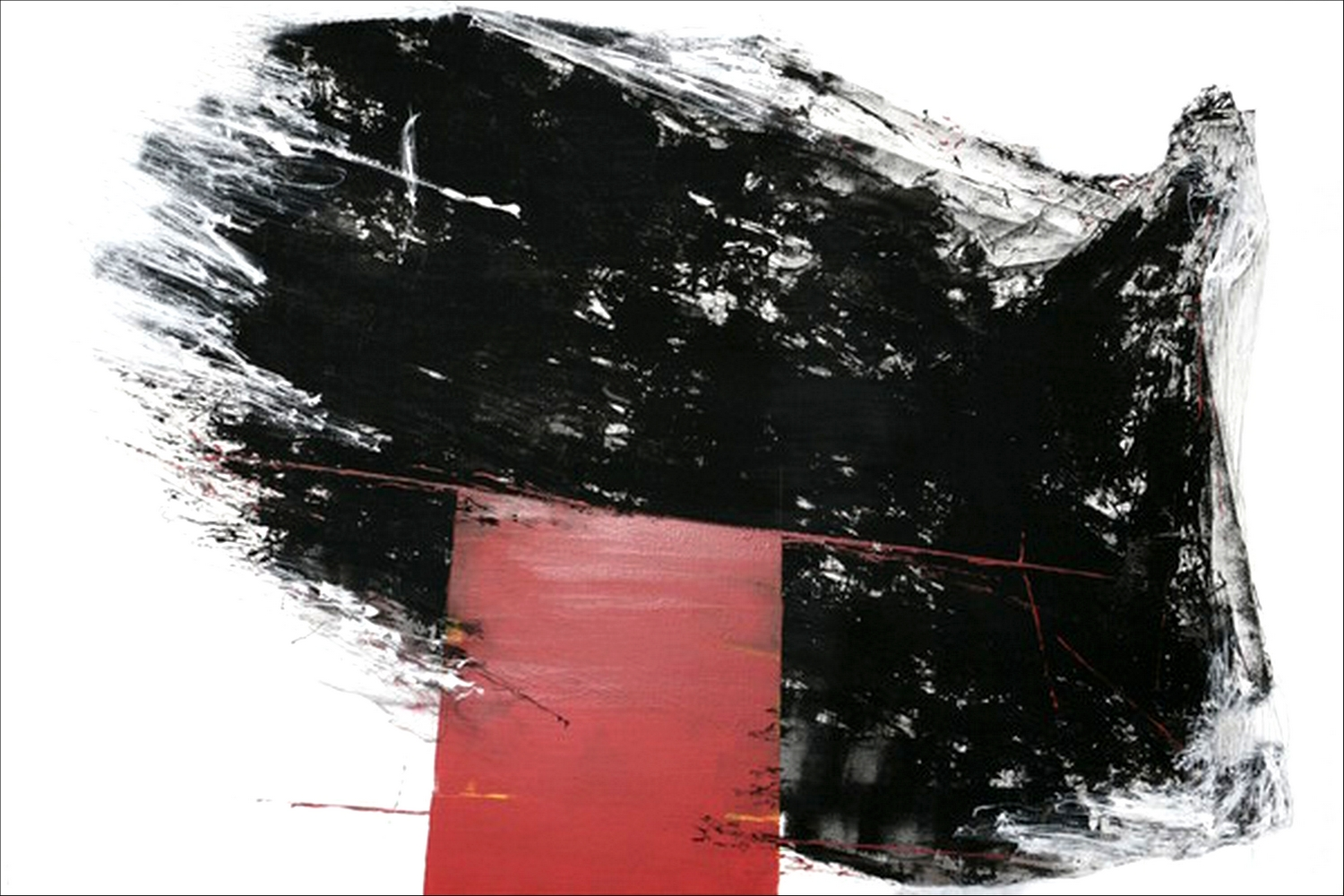
Huile sur toile "Sans titre" 2005, 130 x 195.

- Le conseil général de l'Yonne.

## Quelques expositions

### Personnelles
Cette section ne s'appuie pas, ou pas assez, sur des sources secondaires ou tertiaires indépendantes du sujet. Le texte peut contenir des analyses inexactes ou inédites de sources primaires.
Pour l'améliorer, ajoutez-en, ou placez des modèles {{Source secondaire souhaitée}} ou {{Source secondaire nécessaire}} sur les passages mal sourcés. (mars 2025)
- Toulouse: galerie At Home, galerie Protée, Espace Croix Baragnon, galerie Simone Boudet (céramique).
- Baux-de-Provence: galerie Cinarca, galerie de l'Été.
- Amsterdam: galerie "T".
- Perpignan: Musée Rigaud Palais des congrès, Ateliers Sant Vicens.
- Yougoslavie: exposition itinérante, musée de Split, de Zagreb et de Dubrovnik.
- Cannes: galerie Montfleury.
- Saint-Rémy-de-Provence: Centre d'Art Présence Van Gogh.
- Belgique: Kunstforum à Schelderode, Fondation du Grand Hornu à Mons.
- Tonnerre: ancien Hôpital Marguerite de Bourgogne.
- Paris: galerie du Damier, galerie Philadelphie, Espace Commines, Chapelle Saint-Louis de l'Hôpital de la Salpêtrière, galerie ART aujourd'hui.
- Arles-en-Provence: Espace Méjan (Actes Sud).
- Semur-en-Auxois: galerie Spiralinthe.

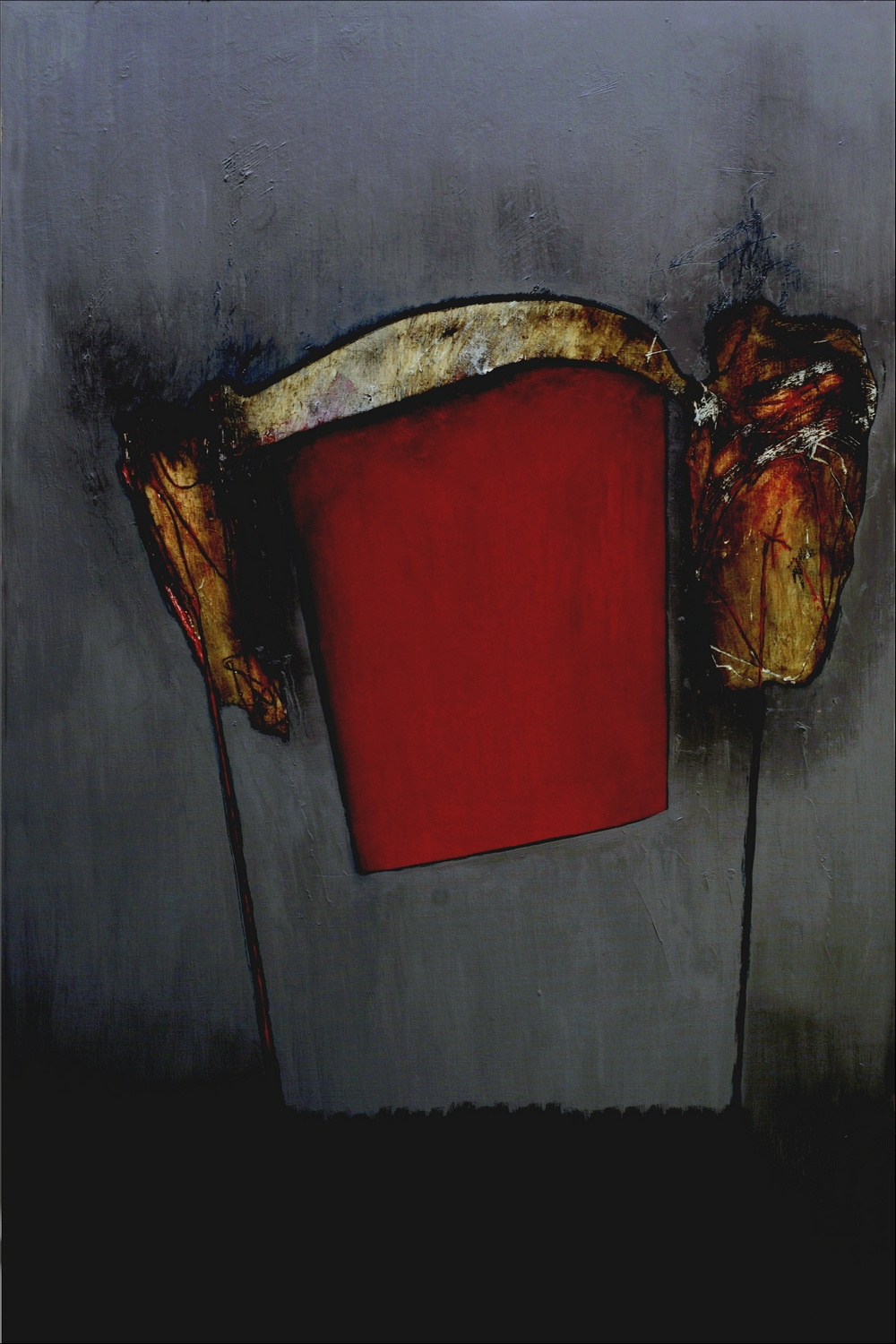
Huile sur toile "Sans titre" 2011, 195 x 130.

### De groupe
- Toulouse: bâtiment de l'école HEC, avec Léon Zack, Rouault, Marfaing, etc. (exposition accompagnée de textes de Paul Claudel); Musée des Augustins; Hôtel des Anciens Chevalier de Saint-Jean-de-Jérusalem.
- Montauban: musée Ingres, avec entre autres Louttre.B qui lui remet le prix de la "Quinzaine du Quercy".
- Arles-en-Provence: chapelle de la Charité, avec Max Ernst (œuvre sculpté).
- Cannes: espace culturel, avec Alechinsky, Max Ernst, Arman, Messagier, Bram Van Velde.
- Paris: fondation nationale des Arts Graphiques et Plastiques, rue Berryer, avec Poliakoff, Marfaing, Soulages, Messagier, Gillet, etc. Comparaisons 197?, dans le groupe ???; 2014 et 2015, dans le groupe "Geste et Synthèse". Salon de mai 1960, au MAMVP, avec Riopelle, Saura, Man Ray, Singier, Picasso, Corneille, Hartung, Poliakoff, etc. FIAC 1978, avec la galerie Cinarca, qui expose aussi le sculpteur Krasno.
- Perpignan: ateliers Sant Vicens.
- Yougoslavie 1993: biennale internationale de Zagreb, invité avec Soulages, Messagier, Titus Carmel, etc.
- Yonne: expositions de groupe des ACI 1993-2003: environ trois-cents artistes icaunais.
- Saint-Rémy-de-Provence: "Les dix premières années d'expositions", Centre d'Art Présence Van Gogh 1999.
- Fontenay-sous-Bois: Artcité 2014 "Inspirations", une centaine d'artistes exposent, en même temps qu'à Troyes (l'Arrivage) et à Paris (Espace Christiane Peugeot).
- Saint-Cyprien: "Sant Vicens, foyer de la céramique d'art en Catalogne", Espace Collection Desnoyer décembre 2014 - avril 2015.

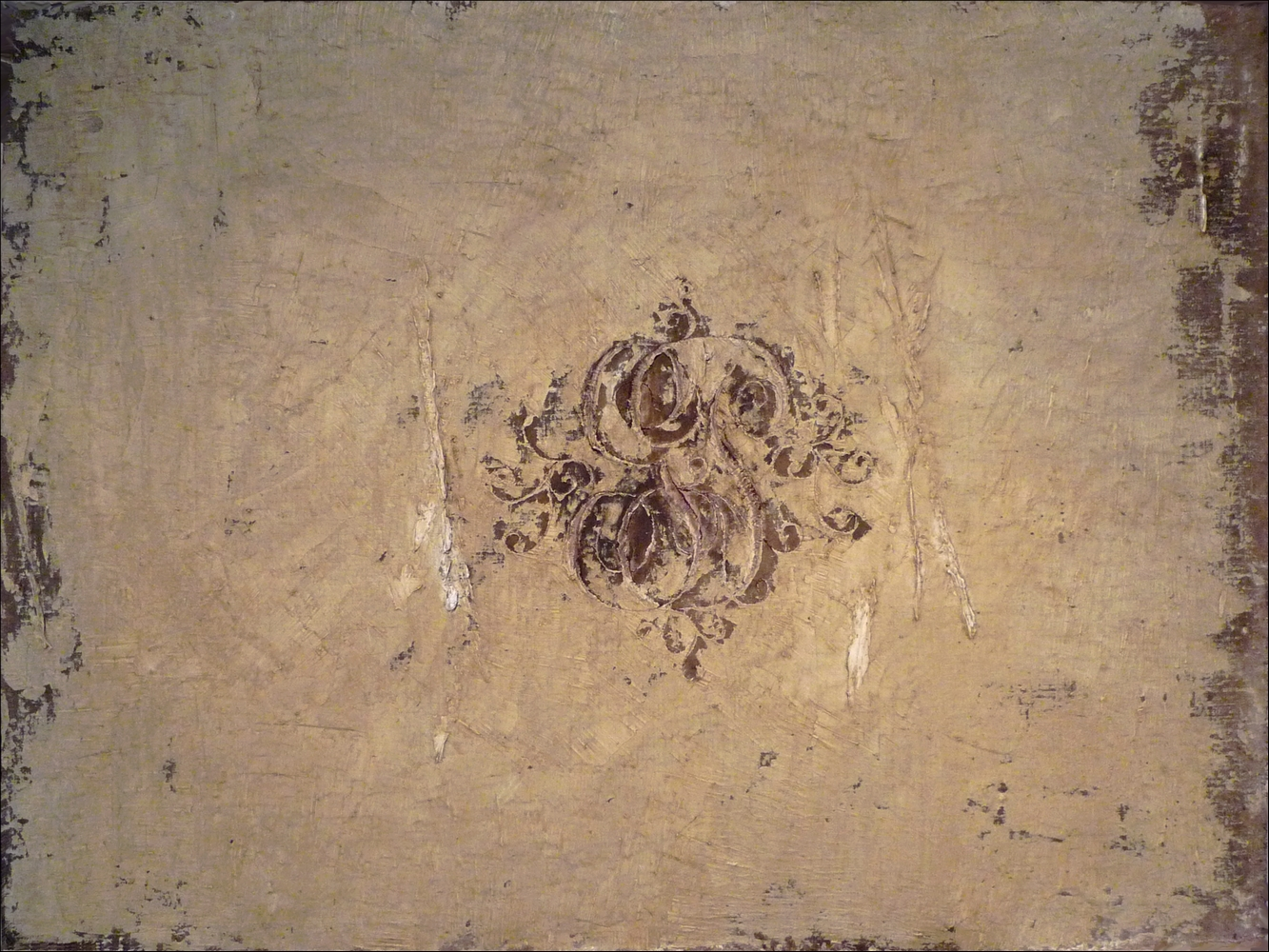
Technique mixte "Sans titre" 2013, 60 x 80.

## Écrits
- Pierre Saint-Paul (et collectif), Créativité et folie, premier cahier-février 1984, éditions Actes Sud, 1984, p. 143-146, texte de Pierre Saint-Paul avec une gravure en illustration.

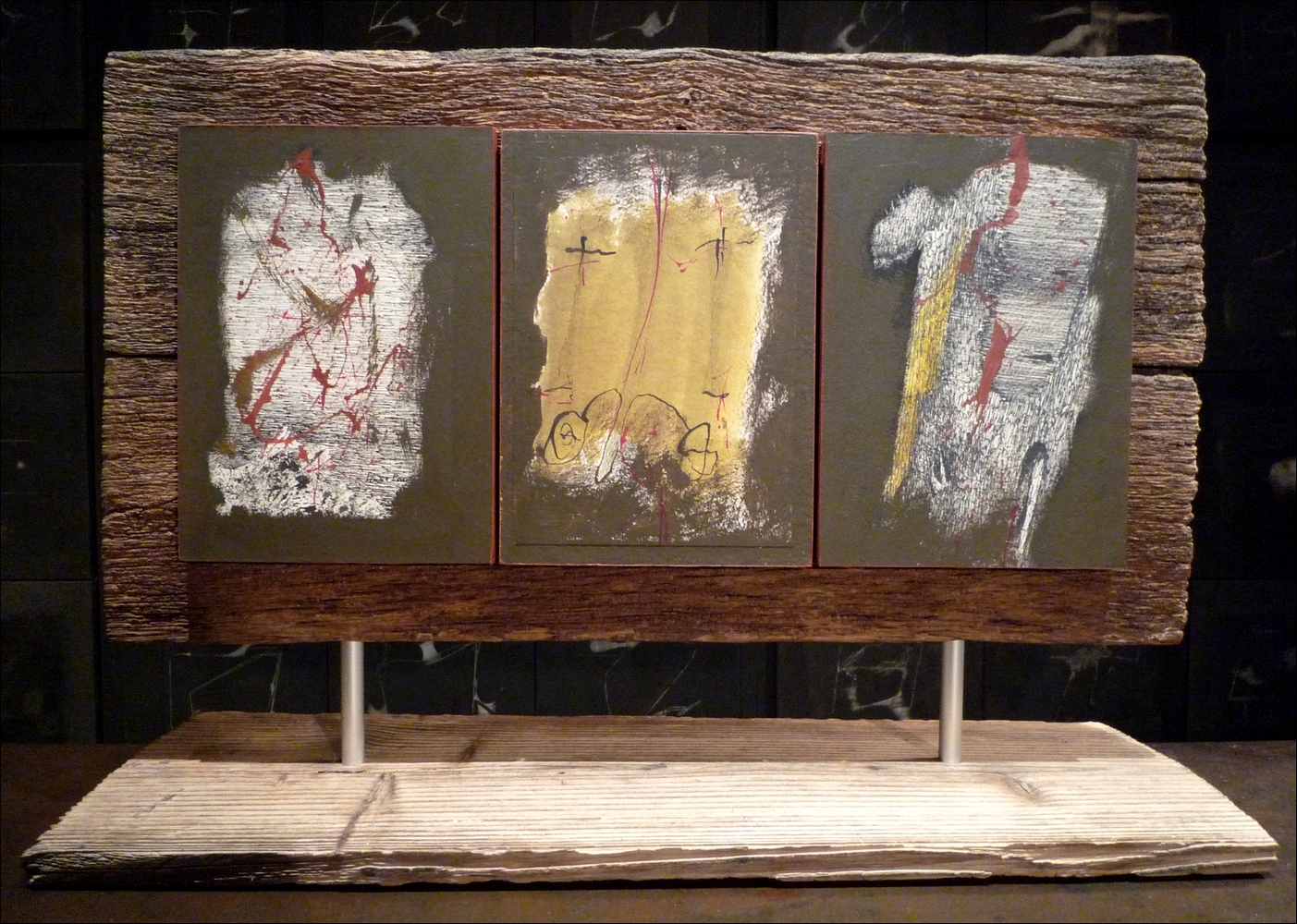
Triptyque sur pied, technique mixte "Sans titre" 2015, 40 x 57 x 20.

## Revue de presse
récente
- Artension no 121, septembre 2013, p. 34-35, article de Christian Noorbergen.
- YonneMag no 1866, 22 novembre 2014, p. XII, rubrique "Icaunophile", par Isabelle Gautier. Rectificatif dans YonneMag no 1867 du 29 novembre 2014 p X, pour Thisy au lieu de Pisy.
- La Gazette du Comminges no 381, 1er avril 2015, p. 11, article de Sylvie Nicola sur le retour de Pierre Saint-Paul à l'église de Péguilhan 64 ans après en avoir peint la fresque.
- L'Indépendant, 22 octobre 2015, p. 2, article de Martial Mehr sur la destruction d'une œuvre de Pierre Saint-Paul, réalisée dans le cadre du 1% artistique en 1966, au lycée Pablo Picasso à Perpignan.